# Кашја Мош
Катаржина Кашја Мош (пољ. Katarzyna Kasia Moś; Руда Шлеска, 3. март 1987) пољска је певачица и текстописац. Представљала је Пољску на Песми Евровизије 2017.

## Живот и каријера
Мошова је ћерка Марека Моша, уметничког директора камерног оркестра Ауксо. Завршила је музичку школу Фредерик Шопен у Битому, смер- виолончело и клавир. Школовала се и на Вокално-музичкој академији Карол Шимановски, Катовице, где је стекла диплому из џеза и савремене музике. На часове певања кренула је са 15 година, начинивши прве кораке у професионалној музичкој каријери.

## Музичка каријера
На почетку каријере, сарађивала је са разним ансамблима која су сачињавали група учитеља и ученика са Музичке академије у месту Катовице. Свој први демо објавила је 2002. године у сарадњи са Робертом Јансоном, оснивачем познате пољске групе Вариус Манкс. 2005. објављује песму I Wanna Know са којом се представила на пољској националној селекцији за Песму Евровизије 2006., где је завршила 10.
2011. одлази у Лас Вегас, где упознаје Робин Антин, оснивача женске групе Пусикет долс. Крајем године, постаје чланица групе Пусикет Долс Бурлеска Ревија. Током једноипогодишњег уговора, сарађивала је са многим певачицама, као што су Кели Озборн, Маја и Кармен Електра, а позвана је и да пева на хуманитарној аукцији организованој од стране Фондације Еве Лонгорије. У октобру 2015, издала је свој деби студијски албум Inspination.
Са једном од песама са тог албума, Addiction учествовала је на пољској националној селекцији за Песму Евровизије 2016. и пласирала се шеста. Исте године, појавила се на насловној страни пољског Плејбој часописа. У фебруару 2017, издала је сингл Flashlight са којим је представљала Пољску на Песми Евровизије 2017. у Кијеву. У интервјуу за ОГАЕ, изјавила је да је песма посвећена прогоњенима и додала је:
Песму сам заправо посветила сиротим животињама, али она се такође може одности и на избеглице и на било кога другог ко се не осећа безбедно и мора побећи из места где је оставио своју породицу, свој дом и свој живот.— 